# Erstes Deutsches Zwangsensemble

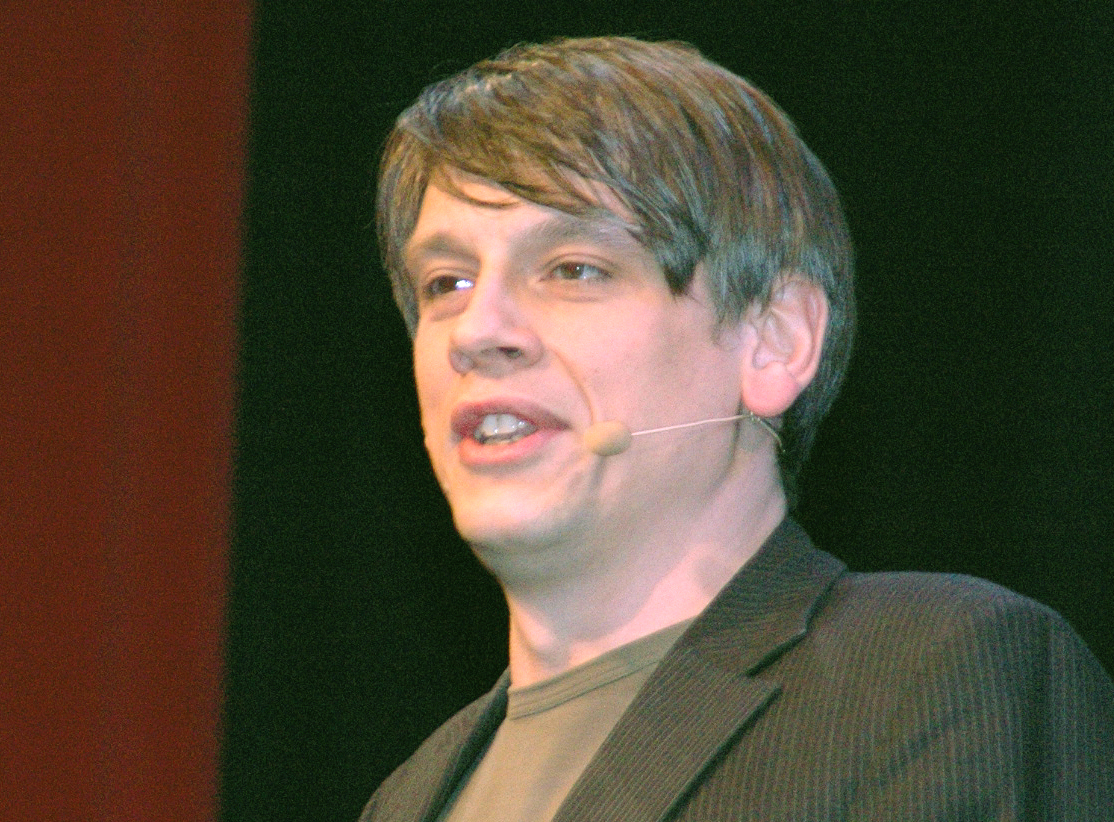
Mathias Tretter im Jahre 2008

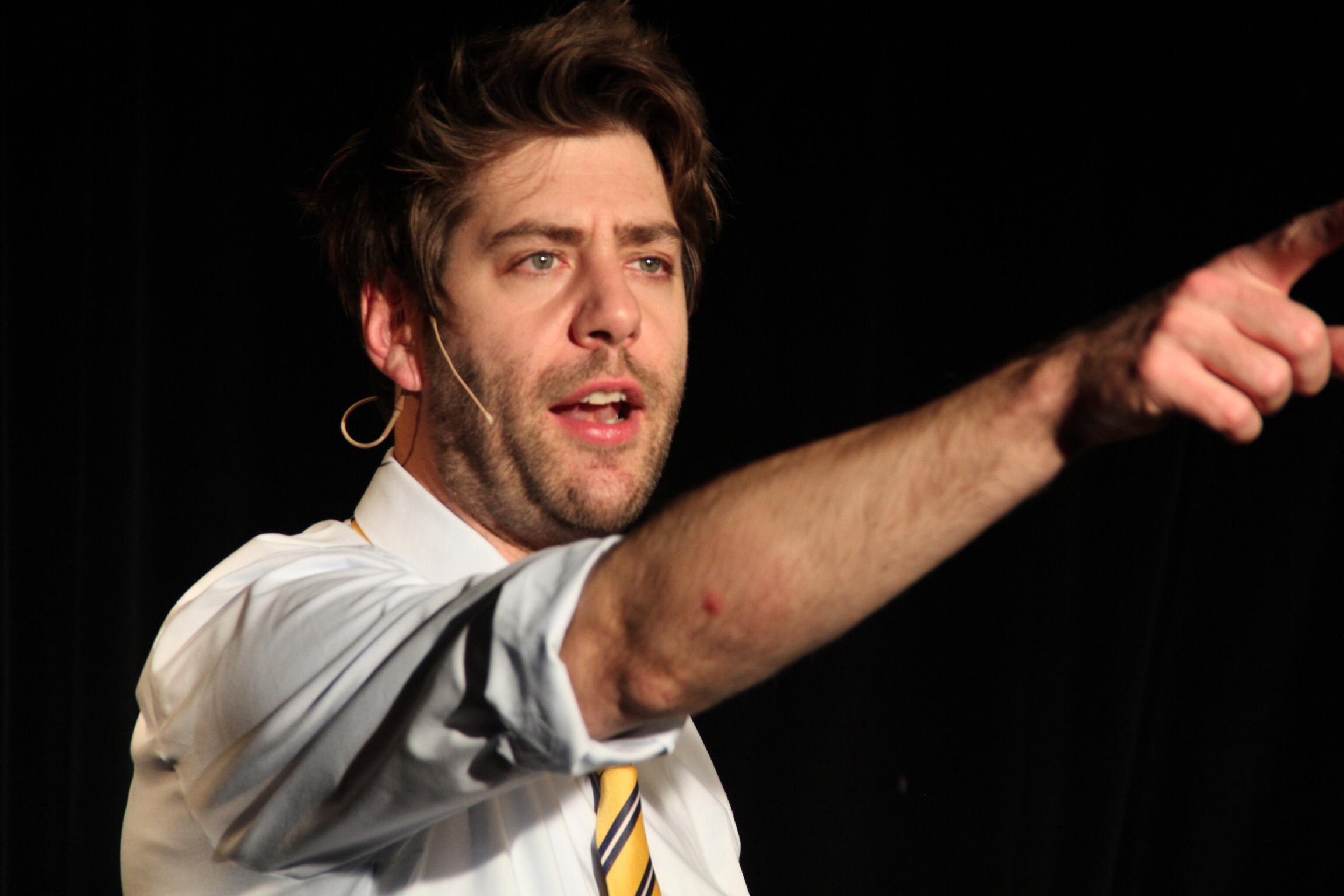
Claus von Wagner im Jahre 2013

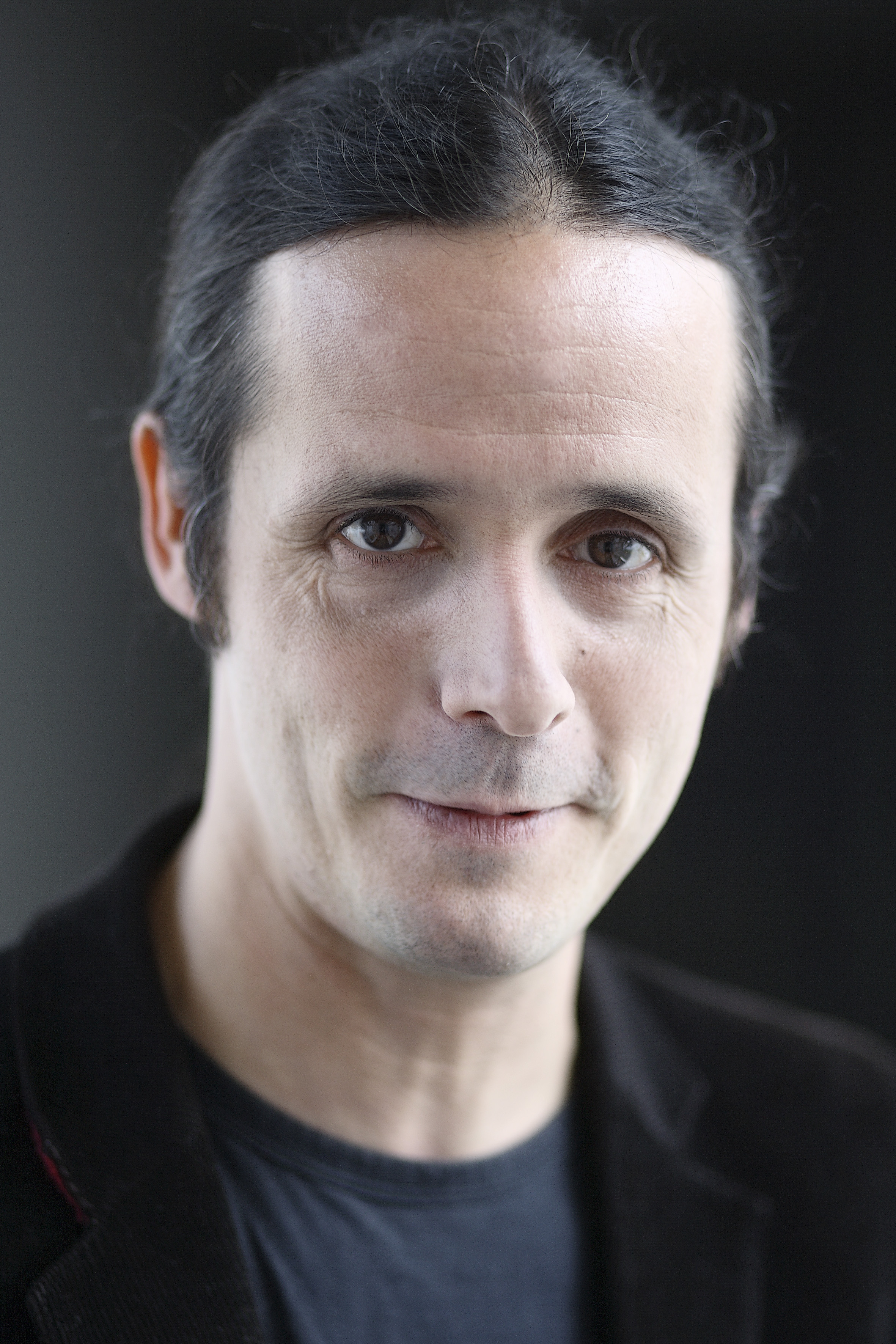
Philipp Weber im Jahre 2012

Das Erste Deutsche Zwangsensemble war ein deutsches Kabarettensemble, das von 2004 bis 2014 bestand. Es bestand aus Mathias Tretter, Claus von Wagner und Philipp Weber. 
Das Trio entstand 2004 durch die Initiative der damals gemeinsamen Managerin Barbara Jakubeit. Was zu Beginn des Projekts als „Best-Of“ der drei Soloprogramme angelegt war, entwickelte sich zu einem eigenständigen Ensembleprogramm. Seit der Gründung bis November 2014 trat das Ensemble parallel zu den jeweiligen Soloprogrammen der drei Künstler auf.

## Programme
- 2004 entstand das Ensembleprogramm Mach 3!
- Von 2009 bis 2014 spielte das Ensemble das Programm Die letzte Tour.

## Auszeichnungen
- 2006 Mindener Stichling – Sonderpreis
- 2007 Europäischer Kabarettpreis Salzburger Stier – Deutscher Preisträger
- 2008 Lachmesse-Preis Leipziger Löwenzahn
- 2010 Deutscher Kleinkunstpreis in der Sparte Kabarett

## Diskografie
- DVD
  - Mach 3! 2010 – EinLächeln ISBN 978-3-938625-80-4.
  - Die letzte Tour 2011 – WortArt ISBN 978-3-941082-43-4.